# Dálnice 87 (Izrael)
Dálnice 87, přesněji spíš Silnice 87 (hebrejsky: 87 כביש, Kviš 87) je silniční spojení nikoliv dálničního typu (absence vícečetných jízdních pruhů a mimoúrovňových křižovatek) v severním Izraeli a na Golanských výšinách, o délce 35 kilometrů.

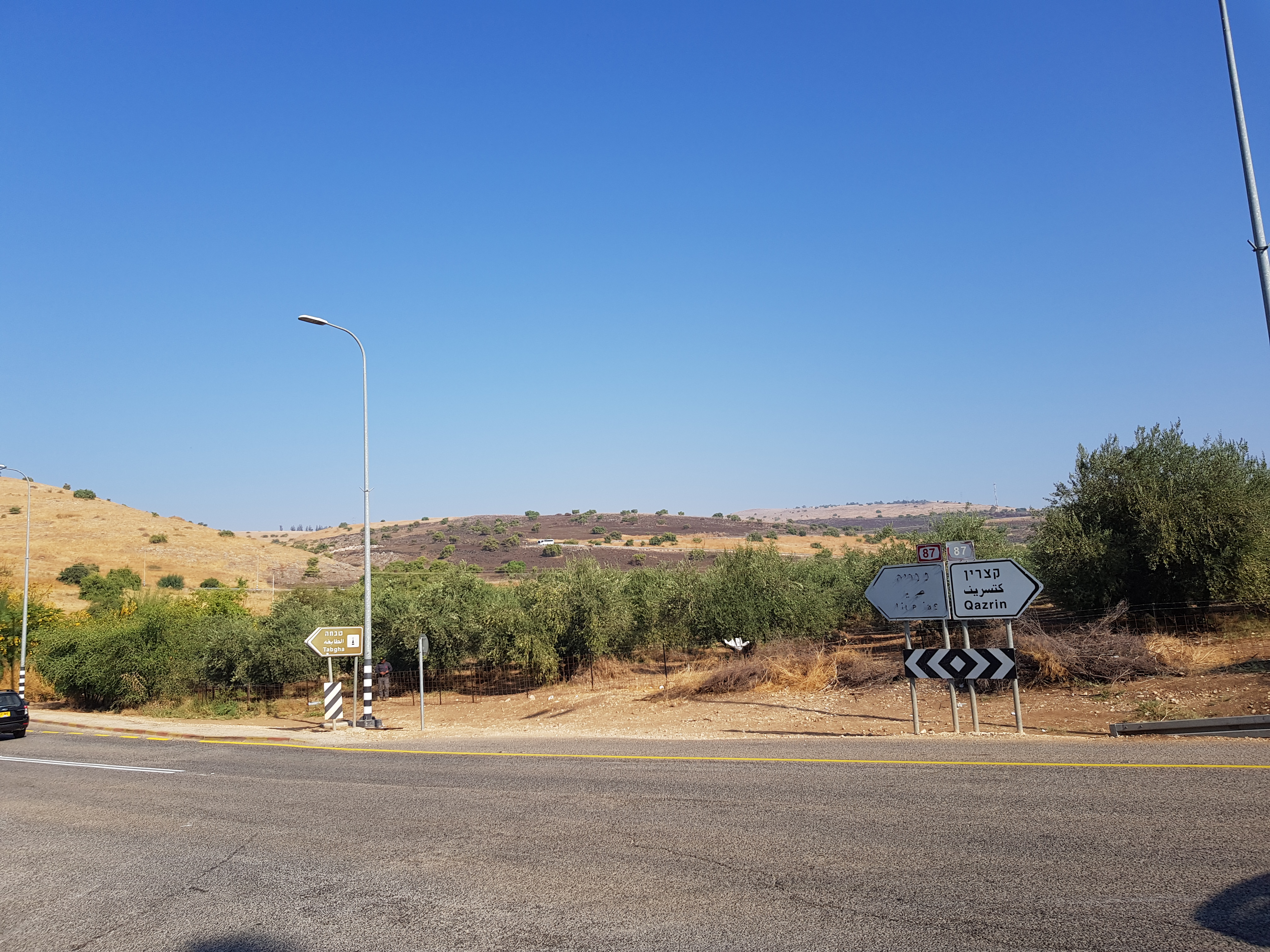
Dálnice 87 u Tabghy

## Trasa silnice
Začíná poblíž severozápadního břehu Galilejského jezera, kde odbočuje ze severojižní dálnice číslo 90. Pokračuje pak podél severního břehu jezera přes ústí řeky Jordán, za kterým vstupuje na území Golanských výšin. Vede pak severovýchodním směrem, přičemž vytrvale stoupá řídce osídlenou krajinou na náhorní planinu Golanských výšin. Z východu míjí největší izraelskou osadu na Golanech, město Kacrin. Končí na východním okraji Golanských výšin, kde u vesnice Alonej ha-Bašan ústí do dálnice číslo 98.